# Łozy (Płoskinia)
Łozy (deutsch Klingenberg) ist ein Ort in der polnischen Woiwodschaft Ermland-Masuren. Er gehört zur Landgemeinde Płoskinia (Plaßwich) im Powiat Braniewski (Kreis Braunsberg).

## Geographische Lage
Łozy liegt im Nordwesten der Woiwodschaft Ermland-Masuren, 22 Kilometer südöstlich der Kreisstadt Braniewo (Braunsberg).

## Geschichte
Das Dorf Klingenberg wurde im Jahre 1874 als eine Landgemeinde in den neu errichteten Amtsbezirk Langwalde (polnisch Długobór) im ostpreußischen Kreis Braunsberg, Regierungsbezirk Königsberg, aufgenommen. Im Jahre 1910 zählte Klingenberg 310 Einwohner.
Am 17. Oktober 1928 vergrößerte sich Klingenberg um den Nachbarort Stigehnen (polnisch Stygajny), der eingemeindet wurde. Die Einwohnerzahl dieser auf diese Weise neu formierte Gemeinde belief sich 1933 auf 321 und 1939 auf 294.
In Kriegsfolge fiel 1945 das gesamte südliche Ostpreußen an Polen. Klingenberg erhielt die polnische Namensform „Łozy“ und ist heute eine Ortschaft im Verbund der Gmina Płoskinia (Landgemeinde Plaßwich) im Powiat Braniewski (Kreis Braunsberg), von 1975 bis 1998 der Woiwodschaft Elbląg, seither der Woiwodschaft Ermland-Masuren zugehörig. Im Jahre 2021 zählte Łozy 113 Einwohner.

## Religion
Łozy gehört heute wie Klingenberg bis 1945 zur römisch-katholischen Kirche Długobór (Langwalde), die jetzt zum Dekanat Orneta (Wormditt) dem Erzbistum Ermland zugeordnet ist.
Außerdem war Klingenberg bis 1945 in die evangelische Pfarrkirche Mehlsack (polnisch Pieniężno) in der Kirchenprovinz Ostpreußen der Kirche der Altpreußischen Union eingegliedert. Heute gehört Łozy zur Diözese Masuren der Evangelisch-Augsburgischen Kirche in Polen.

## Verkehr
Łozy liegt an einer Nebenstraße, die Pakosze (Packhausen) und Długobór (Langwalde) mit der Woiwodschaftsstraße 509 bei Wilczęta (Deutschendorf) verbindet. Eine vom Nachbarort Robuzy (Rawusen) kommende Verbindungsstraße endet in Łozy.
Eine Bahnanbindung besteht nicht.